# Vikář
Vikář (z latinského vicarius = zástupce; ve středověké češtině střídník) je duchovní, který zastupuje nějakou vyšší autoritu:
- farní vikář je zástupce faráře (označován též jako kaplan, popřípadě kooperátor)
- okrskový vikář koordinuje z biskupova pověření činnost farářů (na Moravě je ekvivalentem tohoto titulu děkan)
- generální vikář je přímým zástupcem biskupa; v katolické církvi se zřizuje ve všech diecézích (v řeckokatolické a pravoslavné církvi se označuje jako protosyncel)
- biskupský vikář je zástupcem biskupa pro určitou oblast (v řeckokatolické a pravoslavné církvi se označuje jako syncel)
- soudní vikář (tzv. oficiál) vykonává jurisdikční biskupskou moc, a to mocí práva vlastního (není se proto možné proti jeho rozhodnutí odvolat k biskupovi)
- apoštolský vikář je papežem jmenovaný prelát, legát, nuncius nebo administrátor pověřený řízením některého církevního správního úřadu místo zemřelého nebo odstoupivšího či zatím nejmenovaného řádného správce (například biskupa)
- kapitulní vikář byl v římskokatolické církvi kněz, který zastupoval v období uprázdnění biskupského stolce ordináře (v současné právní úpravě plní tuto roli administrátor diecéze)
- vikář Kristův – jeden z titulů papeže (Vicarius Filii Dei)
- klášterní vikář nebo provinční vikář jsou označení pro zástupce představeného kláštera (kvardiána), resp. řádové provincie (provinciála) ve františkánských řádech. V letech 1430–1517 byli jako vikáři označeni i generální a provinční představení reformovaných františkánů – observantů.
- v době první republiky, kdy byla katolická biskupství členěna na vikariáty zahrnující několik děkanátů (jež spravovali více farností), představoval vikář zástupce biskupa pro vikariát (mohl být zároveň děkanem pro "základní" děkanát tohoto vikariátu)

V protestantských církvích označuje slovo vikář čerstvého absolventa (případně ještě studenta) teologické školy, který vykonává praxi v některém konkrétním sboru a připravuje se tak jako pomocník (zástupce) kazatele na své kazatelské povolání.
V Církvi československé husitské je tak označován farář, který koordinuje z biskupova pověření činnost farářů v příslušném okrsku.